# Solo Dio perdona
Solo Dio perdona (Only God Forgives) è un film del 2013 scritto e diretto da Nicolas Winding Refn.
Questo film rappresenta la seconda pellicola consecutiva, dopo il successo di Drive del 2011, in cui il regista collabora con l'attore Ryan Gosling come protagonista.

## Trama
Sullo sfondo della Thailandia, a Bangkok, si sviluppa la storia di Julian, proprietario con il fratello Billy di un club di boxe thailandese, usato come copertura per lo spaccio di droga. Il fratello maggiore stupra e uccide una prostituta minorenne e viene quindi catturato da un poliziotto in pensione, Chang, che si erge a giudice e giustiziere del crimine. Chang conduce Choi Yan Lee, il padre della prostituta uccisa, nella cella dove è recluso Billy, e lascia che Choi si vendichi uccidendolo, dopodiché lo accusa di aver fatto prostituire le sue figlie e gli amputa un braccio a colpi di katana. Nel frattempo arriva a Bangkok Crystal, madre di Julian e di Billy, pronta a vendicare la morte del figlio.
Crystal fa uccidere il padre della prostituta dalla malavita locale e poi, appreso del ruolo di Chang nella vicenda, decide di far uccidere anche quest'ultimo, innescando un vortice di sangue e vendetta: sopravvissuto a un sanguinoso attentato, Chang tortura e uccide sicari e intermediari, risalendo così alla mandante. Alla fine Crystal capisce di essersi messa contro un nemico più forte di lei e chiede disperato aiuto a Julian, che in precedenza l'aveva difesa uccidendo il proprio padre, ma che adesso non ha voluto vendicare il fratello, considerandolo colpevole.
Julian e il suo socio Charlie si infiltrano nella casa di Chang e progettano di tendergli un'imboscata. Dopo aver appreso che Charlie aveva ricevuto l'ordine di giustiziare l'intera famiglia, Julian uccide Charlie prima che possa uccidere la figlia di Chang. Nel frattempo Chang si è recato a casa di Julian e ha ucciso Crystal con un fendente della sua katana. Julian si prepara quindi a subire le conseguenze delle sue azioni; non prima, però, di riunirsi al grembo della madre morta, lacerandole il ventre e inserendo la mano nel profondo taglio, quasi a tornare in un'esistenza fetale. Rintracciato Julian, Chang lo conduce in un bosco per tagliargli le mani.

## Produzione
Il budget del film è di 4.8 milioni di dollari, meno di un terzo dei 15 milioni richiesti da Drive due anni prima; l'abbassamento di budget ha permesso al regista una completa libertà sulla realizzazione del film e un pieno controllo su tutti gli aspetti della produzione. Le riprese del film sono iniziate nel mese di febbraio del 2012 a Bangkok, in Thailandia, e sono terminate il mese stesso.

### Cast
Il protagonista scelto all'inizio fu l'attore Luke Evans, ma dovette rinunciare al ruolo per il sovrapporsi delle riprese del film Lo Hobbit - Un viaggio inaspettato e fu rimpiazzato da Ryan Gosling. Inizialmente il protagonista doveva essere un personaggio inglese, ma dopo la rinuncia di Evans, fu riscritto come un americano. Questo film rappresenta la terza collaborazione tra il regista Nicolas Winding Refn e l'attore Gordon Brown dopo Bronson e Valhalla Rising - Regno di sangue.

## Promozione
La prima clip promozionale viene pubblicata online il 6 gennaio 2013, e il primo trailer, vietato ai minori, viene distribuito il 4 aprile..

## Distribuzione
Il film è stato presentato in concorso al Festival di Cannes 2013 e distribuito nelle sale cinematografiche statunitensi a partire dal 19 luglio 2013 e in quelle italiane a partire dal 30 maggio 2013.

## Accoglienza

### Critica
Fin dalla partecipazione al Festival di Cannes il film è stato contestato dai critici e dai fan di Refn per il suo essere ermetico e poco parlato, per l'interpretazione poco sentita e la prestazione sotto tono. Aspre critiche che sono giunte da più fonti, sintetizzate nell'affermazione del critico cinematografico Paolo Mereghetti, il quale ha definito il film come "...molto più che irritante, fintamente cinefilo e naturalmente misogino".
Gran parte del pubblico si aspettava un seguito ideologico di Drive, mentre il regista ha scelto tutt'altra strada, realizzando un film fatto di pochi dialoghi e di molti sguardi, spesso forzatamente statici; una buona fetta del pubblico è rimasto quindi delusa dal film, aspettandosi una visione più facile e diretta, mentre il film si presenta in maniera cruda e poco piacevole nella sua lentezza, come emerge da una dichiarazione di Refn stesso: "Chi si aspetta un film di facile visione che eviti pure il mio cinema. O con me o contro di me."
A collegare il film con le altre opere del regista c'è la riflessione e l'interesse nei riguardi della violenza. Gabriele Niola su MYmovies.it ha scritto: "È evidente che nell'atto di massacrare c'è qualcosa di attraente per il regista danese, nell'esercizio della forza di un uomo su di un altro risiede un mistero inconoscibile che lo spaventa e attira al tempo stesso. Sono gesti che sceglie di mostrare con particolare dovizia di cui coglie l'evidente bellezza (presente sia in Pusher 3 che nelle risse di Bronson o nei martìri di Valhalla Rising e nelle esplosioni di sangue di Drive), ma di cui teme le orrende conseguenze con innegabile sgomento".

### Incassi
Il film ha incassato in tutto il mondo 10 337 387 dollari.

## Espedienti
Le mani hanno un ruolo fondamentale nel film: vengono spesso riprese dal regista e hanno un ruolo importante nel finale. Una spiegazione al tutto è data in un'intervista dal regista stesso: "La prima idea che ho avuto per questo film è stata l'immagine di qualcuno che si guarda le mani, a pugni chiusi. Non sapevo ancora cosa volesse significare ma mi sembrava una bella immagine, e più andavo avanti più capivo che aveva a che fare con la natura della violenza maschile. Togli a un uomo le mani e gli porti via tutto, come se lo privassi del suo istinto. Le mani possono esprimere anche sottomissione: il pregare consiste spesso nel mostrare o lavare le mani, c'è quindi un aspetto sacrificale. Ma anche un'analogia con il sesso maschile, possono rappresentare impotenza, castrazione oppure eccitazione sessuale. In più quando ero piccolo avevo una vera e propria ossessione per le mani, le proteggevo continuamente. A questo tema si aggiunge poi quello del rapporto madre-figlio: mi dispiace per le ragazze, ma la verità è che prima o poi tutti gli uomini vogliono solo tornare dentro l'utero materno, anche se non lo ammetteranno mai."